# Phyllanthus baillonianus
Phyllanthus baillonianus är en emblikaväxtart som beskrevs av Johannes Müller Argoviensis. Phyllanthus baillonianus ingår i släktet Phyllanthus och familjen emblikaväxter. Inga underarter finns listade i Catalogue of Life.